# Tungkal
Tungkal is een bestuurslaag in het regentschap Muara Enim van de provincie Zuid-Sumatra, Indonesië. Tungkal telt 4879 inwoners (volkstelling 2010).